# 里弗維尤 (佛羅里達州)
里弗維尤（英語：Riverview）是位於美國佛羅里達州希爾斯波羅縣的一個人口普查指定地區。

## 地理
里弗維尤的座標為27°51′56″N 82°19′25″W / 27.86556°N 82.32361°W，而該地最高點為海拔高度5米（即16英尺）。

## 人口
根據2010年美國人口普查的數據，里弗維尤的面積為124.30平方千米，當中陸地面積為119.60平方千米，而水域面積為4.70平方千米。當地共有人口71050人，而人口密度為每平方千米571人。